# Première Junte

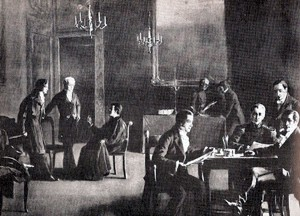
La Première Junte, imagerie du début XXe siècle.

Il est d’usage en Argentine de désigner par Primera Junta de Gobierno (Première Junte de Gouvernement), ou plus simplement par Primera Junta, le comité de gouvernement instauré à Buenos Aires le vendredi 25 mai 1810, pour remplacer le vice-roi Baltasar Hidalgo de Cisneros, destitué à la suite de la révolution de Mai. La dénomination officielle de ce premier gouvernement autonome cependant était Junta Provisional Gubernativa de las Provincias del Río de la Plata a nombre del Señor Don Fernando VII (soit : Junte exécutive provisoire des Provinces du Río de la Plata au nom de notre seigneur Don Ferdinand VII), et illustre l’ambiguïté des nouvelles autorités quant à la poursuite ou non de l’allégeance à la couronne d'Espagne.
En dépit de cette apparence de continuité dont elle s’affubla (le masque de Ferdinand), la Junte eut à faire face à plusieurs séditions, ― dont, en particulier, celle de Córdoba, dirigée par le ci-devant vice-roi Jacques de Liniers, et implacablement réprimée ― et à l’opposition, ouverte ou secrète, de divers organes de l’ancien régime, tels que le Cabildo de Buenos Aires et la Real Audiencia ; les réfractaires furent bannis et renvoyés en Espagne.
Pour le reste, le nouveau gouvernement s’attacha à organiser le jeune État, en le dotant d’une série d’institutions nationales (bibliothèque nationale, établissements d’enseignement supérieur, journal officiel, académie militaire, etc.) et en mettant sur pied une armée organisée. Les principes sous-tendant l’action politique de la Première Junte sont ceux qu’avaient proclamés la révolution de Mai, savoir : la souveraineté populaire, le principe représentatif et fédéral, la séparation des pouvoirs, la durée des mandats, et la publicité des actes de gouvernement.
La vie politique de la nouvelle république fut d’emblée marquée par la rivalité entre Cornelio Saavedra, président de la Junte, et Mariano Moreno, secrétaire à la guerre, incarnant respectivement la tendance conservatrice, désireuse de perpétuer les rapports sociaux antérieurs, et la tendance plus radicale, œuvrant à l’émancipation de toutes les couches de la population.
Le siège du nouveau gouvernement fut établi dans le fort de Buenos Aires, qui avait été depuis 1776 la résidence des vice-rois du Río de la Plata et à l’emplacement duquel se dresse aujourd'hui la Casa Rosada. La Première Junte, qui au départ n’était composée que des seuls représentants de Buenos Aires, gouverna en tant que telle jusqu’au 18 décembre de la même année, date à laquelle elle se mua, en admettant en son sein les députés des provinces de l’intérieur, en la Junta Grande, la Grande Junte, qui gouverna jusqu’à l’avènement du premier triumvirat en septembre 1811. Les députés provinciaux appartenant en majorité au camp conservateur, cet élargissement de l’exécutif signifia un sérieux revers pour Moreno et porta celui-ci à démissionner.

## Fondements théoriques et antécédents
La Première Junte, gouvernement autonome issu de la révolution de Mai, s’appliqua dans un premier temps à ne pas apparaître comme une rupture avec l’ordre préexistant, mais comme le prolongement de l’autorité souveraine du monarque Ferdinand VII, maintenu prisonnier en France. Cependant, les historiens conviennent en général que les proclamations de loyauté à l’égard de Ferdinand VII n’étaient pas authentiques, mais un faux-semblant, connu sous le nom de masque de Ferdinand VII, destiné à occulter les motivations indépendantistes réelles de ses initiateurs, dans le but d’éviter des représailles.
L’instauration de la Junte se fondait sur la théorie de la rétroversion de souveraineté, exposée par Juan José Castelli lors du cabildo ouvert, pendant la journée du 22 mai 1810. Cette théorie politique, qui était traditionnelle en Espagne, postulait le droit des peuples à conférer à une junte exécutive l’autorité ou le commandement en cas d’absence ou d’empêchement du monarque. En Espagne même, pendant la guerre d’indépendance espagnole, de telles juntes s’étaient constituées en vertu de ce principe dans les villes non encore tombées aux mains des troupes françaises, où, répudiant l’autorité du roi José Bonaparte, nommé par Napoléon Ier en remplacement du Désiré, elles faisaient fonction de gouvernement transitoire ou d’urgence, dans une tentative de sauvegarder la souveraineté de l’Espagne. En ce qui concernait l’Amérique espagnole, la plus importante de ces juntes était la Junte de Séville, laquelle revendiquait la souveraineté sur les possessions espagnoles d’outremer, en s’autorisant pour cela de ce que la province de Séville bénéficiait historiquement du monopole du commerce avec les Amériques ; cette junte, dont les revendications furent rejetées par les Espagnols américains, fut bientôt supplantée par le Conseil de Régence d’Espagne et des Indes, qui avait en son sein une représentation américaine. D’autre part, dès avant la formation de la Première Junte, d’autres tentatives similaires de mettre en place des juntes de gouvernement avaient existé dans la Vice-royauté du Río de la Plata, mais aucune ne dura.
À ces fondements théoriques s’ajouta la théorie de la subrogation, selon laquelle, après la substitution de la junte à l’autorité vice-royale, l’ensemble des fonctions et dignités de celle-ci devait être assumé par le nouvel exécutif, cela impliquant en particulier que toutes les villes et cités étaient tenues de reconnaître son autorité.
S’ils étaient pénétrés des idées des Lumières et aiguillonnés par les mouvements démocratiques et républicains contemporains, les instigateurs de la révolution de Mai n’en avaient pas moins aussi des motivations d’ordre économique ; en effet, le monopole commercial détenu par la couronne d’Espagne, qui tendait à asphyxier l’économie locale, et que Buenos Aires s’ingéniait du reste à contourner par une contrebande à grande échelle, leur était aussi un objet de grande préoccupation.
Des hommes politiques locaux, tels que Juan José Castelli, ancien membre du Cabildo et conseiller juridique du vice-roi, qui souhaitaient une évolution vers une autonomie accrue et vers le libre-échange, invoquèrent donc la théorie politique espagnole traditionnelle de la rétroversion et arguaient que, le roi étant captif des Français, la souveraineté devait revenir au peuple. Ainsi le peuple devait-il exercer le gouvernement jusqu’au retour du roi, de la même manière qu’avaient procédé, deux ans auparavant, les sujets d’Espagne en établissant des juntes. Les révolutionnaires récusèrent l’autorité du Conseil de Régence sur le territoire américain, en se basant d’une part sur son manque de représentativité relativement aux territoires d’Amérique, d’autre part sur son absence de légitimité, attendu que l’organe qui lui avait transféré ses pouvoirs, la Junte suprême centrale, n’était pas habilitée à le faire. Le vice-roi et ses partisans tenaient en revanche que les colonies appartenaient à l’Espagne et n’avaient pas de relation politique avec le roi uniquement ; il s’ensuit qu’elles devaient obéissance à tout organe gouvernemental établi en Espagne et porteur de l’autorité légale, c'est-à-dire en l’espèce la Junte suprême centrale, ou son successeur, le Conseil de Régence. Lorsque le Conseil de Régence décida en 1810 de se dissoudre elle-même, les militants révolutionnaires de Buenos Aires crurent l’heure venue d’établir enfin un gouvernement local.

## Instauration et composition

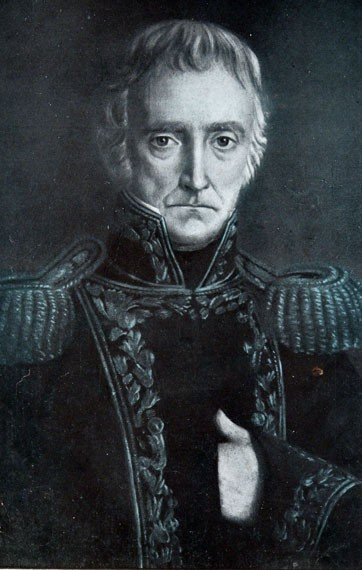
Le président de la Première Junte Cornelio Saavedra.

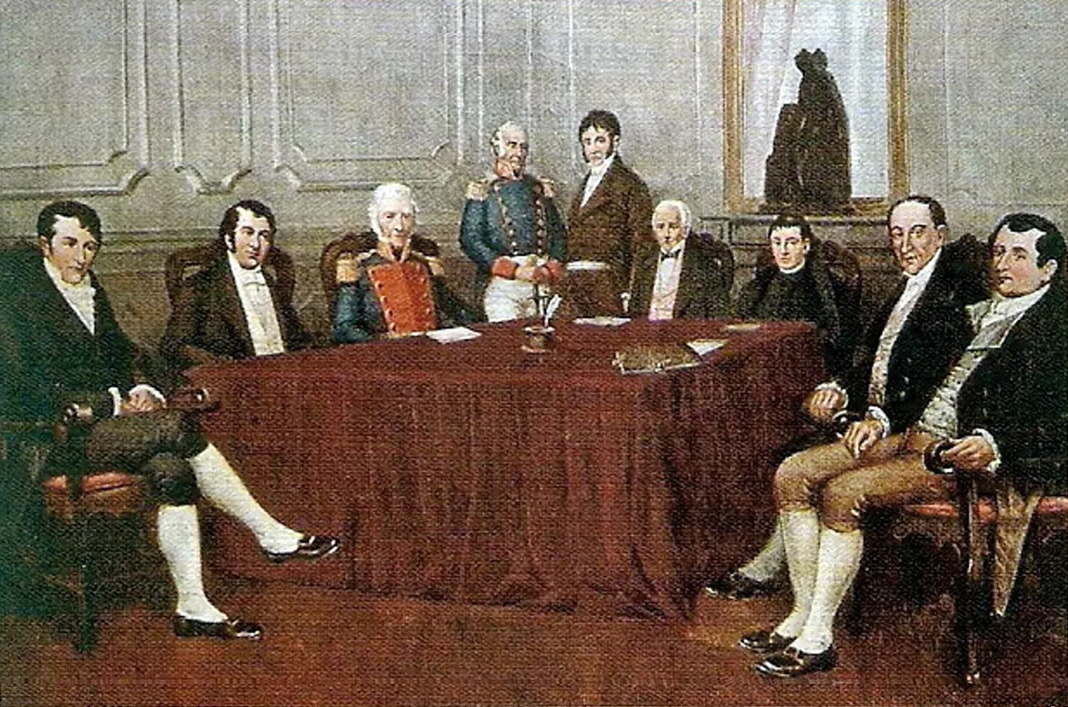
La Première Junte par Francisco Fortuny.

Le cabildo ouvert (réunion extraordinaire du conseil municipal) qui fut convoqué le 22 mai 1810 à Buenos Aires pour débattre de l’avenir politique du territoire, et auquel assistèrent plus de 200 notables appartenant à la haute administration, au clergé, aux guildes et à d’autres groupements, eut à subir la pression constante des milices criollos et d’une foule qui s’était massée devant le bâtiment du cabildo, sur la Plaza Mayor (actuelle place de Mai), et qui se campa sur les lieux jusqu’au 25 mai. La pression de cette foule, qui appuyait la position des politiciens locaux, fut décisive, et amena les débats du cabildo ouvert à aboutir finalement à l’établissement de la Première Junte, premier gouvernement local autonome de ce territoire appelé à devenir plus tard l’Argentine, territoire sur lequel l’Espagne ne serait plus jamais en mesure par la suite de restaurer son autorité.
La Première Junte se composait comme suit :
Président
- Cornelio Saavedra

Secrétaires
- Mariano Moreno
- Juan José Paso

Membres votants (vocales)
- Manuel Alberti
- Miguel de Azcuénaga
- Manuel Belgrano
- Juan José Castelli
- Juan Larrea
- Domingo Matheu

D’emblée, dès les premiers jours du nouveau gouvernement, des désaccords se firent jour entre deux factions, l’une, plus radicale, dont le chef de file était le secrétaire à la guerre, Mariano Moreno, et l’autre, qui correspondait à l’aile conservatrice de la Junte et qui soutenait le président de celle-ci, Cornelio Saavedra.

## Action gouvernementale
Une des premières mesures prises par la Junte fut d’exiger le serment d’obéissance ; l’Audiencia de Buenos Aires, le Cabildo et la Cour des Comptes s’y soumirent de mauvaise grâce. Afin d’impliquer le reste de la vice-royauté dans le processus révolutionnaire, une circulaire fut expédiée le 27 mai aux autres villes et localités du territoire, les instruisant du changement politique intervenu, exigeant d’elles qu’elles reconnussent le nouveau pouvoir politique, et les requérant de désigner des représentants, qui auraient ensuite à se porter vers Buenos Aires pour se joindre à la Junte « dans l’ordre de leur arrivée ».
La Junte rédigea son propre règlement le 28 mai. Les affaires du gouvernement furent réparties entre deux secrétariats : celui du Gouvernement et de la Guerre, pris en charge par Mariano Moreno, et celui des Finances, confié à Juan José Paso. Les milices, converties en régiments réguliers, fournirent la base d’une armée révolutionnaire nationale. La Junte reconnut le droit de pétition, déclarant que tout citoyen pouvait aviser la Junte de ses préoccupations en matière de sécurité et de bonheur public. Elle promulgua un décret portant création de la Gazeta de Buenos Ayres, journal officiel, mais en même temps outil de propagande du gouvernement. D’autres mesures de la Junte visaient à créer la Bibliothèque nationale, à mettre en place l’enseignement primaire, à se pencher sur les besoins des indigènes et sur la santé publique, à mettre sur pied la première escadrille navale et à organiser l’armée, à créer le Département de commerce et de guerre, à ouvrir l’École militaire de mathématiques, destinée à la formation des jeunes officiers, à permettre la construction de nouveaux ports pour faciliter l’exportation des productions locales, à favoriser la vente de terres dans les zones frontalières, pour inciter au peuplement de l’ensemble du territoire et exploiter les richesses naturelles, etc.
Il existe un document secret, intitulé Plan d’opérations (en esp. Plan de Operaciones), généralement attribué à Mariano Moreno, qui trace les contours d’une politique gouvernementale assez dure dans les domaines économique, politique et des relations internationales. Toutefois, ce document fait l’objet chez les historiens d’une controverse quant à son authenticité.

### Mesures face aux menées contre-révolutionnaires
À Buenos Aires même, les principaux noyaux d’opposition étaient, ― outre les hauts fonctionnaires espagnols opposés à l’évincement de Cisneros,― l’Audiencia, le Cabildo et le vice-roi Cisneros récemment destitué. Dans les provinces de l’intérieur, les autorités de Córdoba (le 20 juin), de Potosí, de Cochabamba, de La Paz, de Chuquisaca (actuelle Sucre), du Paraguay et de Montevideo dénièrent toute légitimité à la Junte de gouvernement.

#### À Buenos Aires
La Real Audiencia et le Cabildo continuaient, en dépit de la destitution de Cisneros, de ne vouloir reconnaître que les anciennes autorités, et firent opposition à la Junte dès sa création. L’Audiencia refusa d’abord de jurer allégeance au nouveau gouvernement, et exigea que celui-ci se soumît au Conseil de Régence ; la Junte déclina, au motif que Cisneros ne se soumettait pas davantage, sans que l’Audiencia ne lui adressât d’injonction en ce sens. Lorsque l’Audiencia finit par se résigner à reconnaître le nouvel exécutif, le procureur Caspe le fit avec d’ostensibles gestes de mépris (Caspe devait plus tard périr dans une embuscade tendue en représailles près de son domicile). Peu après pourtant, l’Audiencia jura allégeance au Conseil de Régence, à la suite de quoi tous ses membres (à l’exception de Márquez del Plata, qui se trouvait alors dans la Bande orientale, et de l’octogénaire Lucas Muñoz Cubero), ainsi que Cisneros lui-même, furent frappés de bannissement et contraints en juin 1810 de s’embarquer sur le navire britannique Dart, qui les déposa dans les îles Canaries.
Quant au Cabildo, il imposa un ultimatum à la Junte, en ces termes : si le Congrès général n’était pas réuni dans les six mois, le Cabildo se verrait obligé de reprendre lui-même la direction des affaires. La Junte répliqua le jour même, en rejetant cette mise en demeure. Le Cabildo du reste poursuivit son opposition, laquelle ne cessa qu’après que ses membres eurent été remplacés par des partisans du nouveau régime.

#### Dans les provinces de l’intérieur
La première localité à reconnaître la Junte fut Luján, le 2 juin 2010. Lui emboîtèrent le pas Maldonado (le 4 juin) et Colonia del Sacramento (le 5 juin), mais ces deux villes furent occupées par les royalistes de Montevideo. Vinrent ensuite Concepción del Uruguay (8 juin), Santo Domingo Soriano (9 juin), Santa Fe (12 juin), Fortaleza de Santa Teresa, San Luis (13 juin) et Corrientes (16 juin), puis Salta le 19 juin au milieu d’une forte opposition, Gualeguay, Gualeguaychú et Catamarca (le 22 juin), Mendoza (le 23 juin), Tarija (le 25 juin). San Miguel de Tucumán avait décidé le 11 juin d’attendre la décision de Salta, et donna donc le 26 juin une réponse positive, de même que Santiago del Estero (le 29 juin) et le gouverneur de Misiones le 8 juillet. Le Cabildo de San Juan rejeta la Junte le 13 juillet, mais la reconnut le 28 du même mois. San José de Jáchal (6 août) et San Agustín de Valle Fértil (10 août) suivirent leur exemple. Après l’écrasement de la contre-révolution de Liniers firent également allégeance Córdoba (le 8 août) et Río Cuarto (13 août), tandis que La Rioja évita de se prononcer favorablement jusqu’au 1er septembre. San Salvador de Jujuy reconnut la Junte le 4 septembre, Cochabamba le 23 septembre, Santa Cruz de la Sierra le 24 septembre, Chuquisaca le 13 novembre, La Paz le 16 novembre, et Oruro le 4 décembre. De façon générale, le Haut-Pérou, qui tirait grand profit du système de la mita dans l’exploitation des mines de Potosí, soutint le système absolutiste pendant longtemps encore. Le gouverneur de Montevideo, Francisco Javier de Elío, refusa de reconnaître la Junte. Le Paraguay était déchiré entre les partisans des deux tendances, mais les royalistes l’emportaient.
Plusieurs mouvements contre-révolutionnaires organisés apparurent, dont le plus dangereux, par sa proximité à Buenos Aires, était celui surgi à Córdoba. Emmenés par Jacques de Liniers, les insurgés de Córdoba établirent des contacts avec les autorités du Haut-Pérou et s’employèrent à constituer une force armée. La Junte riposta en donnant mission à Francisco Ortiz de Ocampo de combattre cette sédition et de ramener ses meneurs comme prisonniers à Buenos Aires. Une contre-instruction émise ultérieurement, et approuvée par l’ensemble des membres de la Junte, hormis le prêtre Manuel Alberti, ordonna à Ocampo de les faire exécuter ; cependant, après avoir vaincu Liniers, Ortiz de Ocampo décida de passer outre cette nouvelle consigne et de suivre l’ordre d’origine. En raison de cet acte de désobéissance, la Junte releva Ocampo de ses fonctions et le remplaça par Juan José Castelli. Le 26 août, celui-ci ordonna l’exécution des contre-révolutionnaires, à l’exception du prêtre Orellana. Vers cette époque, Mariano Moreno était vu par le peuple comme le chef de la révolution, dont l’attitude résolue permettait les changements radicaux que la Junte avait jusque-là réussi à apporter à l’ancien système absolutiste.
Par ailleurs, la Junta organisa trois campagnes militaires pour en finir avec l’opposition des hauts fonctionnaires métropolitains dans diverses régions du territoire : la Campagne à l’intérieur et vers le Haut-Pérou (1810-1811), la Campagne vers le Paraguay (1811) et la Campagne vers la bande Orientale (1811-1812).

### Politique étrangère
Au plan extérieur, les visées expansionnistes portugaises sur le Río de la Plata, qu’elles fussent indirectes, par le biais du projet dit charlottiste, ou directes, étaient pour la Première Junte un important sujet de préoccupation.
La diplomatie espagnole s’efforçait d’éviter l’envoi d’une expédition punitive, et de limiter les conflits armés à ceux existant au Paraguay, dans le Haut-Pérou et dans la Bande orientale. La Junte se déclara l’allié naturel de toute ville qui se révolterait contre les royalistes, peu importait au demeurant qu’elles le fissent en soutien à la révolution de Mai ou de leur propre mouvement (comme le Chili, puis le Paraguay peu après la défaite de Belgrano).
La Grande-Bretagne, alliée à l’Espagne dans les guerres napoléoniennes, s’appliquait à rester neutre dans les conflits opposant patriotes et royalistes. La politique anglaise consistait en l’espèce à chercher à développer son propre commerce, en ayant soin de ne pas compromettre sa neutralité.

## Crise et transformation de la Junte

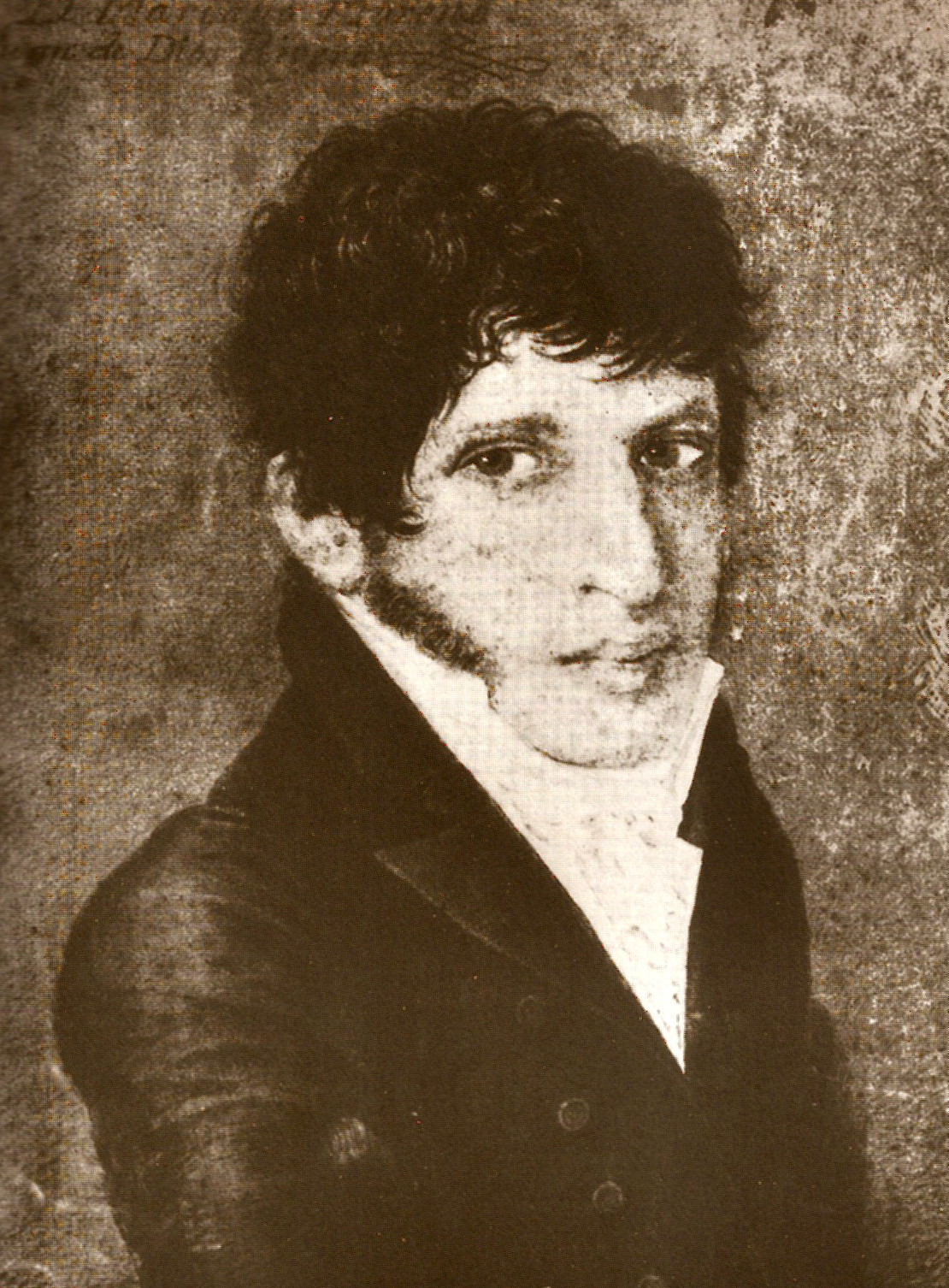
Mariano Moreno, secrétaire de la Première Junte.

Vers la fin de 1810, les divergences au sein de la Junte entre morénistes radicaux, conduits par Moreno, et éléments plus conservateurs, dont Saavedra était le chef de file, culminèrent dans une première crise de gouvernement. Selon Ignacio Núñez, il y eut, dès les premiers jours de la Première Junte, une forte rivalité entre Saavedra et Moreno, les morénistes accusant Saavedra de comploter afin de restaurer la tyrannie des vice-rois dans son propre cabinet de président, les saavédristes reprochant à Moreno d’usurper des pouvoirs politiques qui ne lui appartenaient pas. Matheu nota dans ses mémoires que les morénistes s’offusquaient de ce que Saavedra avait pris à leurs yeux un goût trop prononcé pour les honneurs et les distinctions ― choses auxquelles ils avaient pourtant résolu de renoncer. En réaction au geste d’un officier du Régiment de Patriciens, qui lors d’un banquet avait glorifié outre mesure la personne de Saavedra, l’interpellant par « roi ou empereur d’Amérique », Moreno présenta à la Junte le projet de décret dit de Suppression des Honneurs, portant que les honneurs devaient être réservés dorénavant à la seule Junte, en tant qu’institution de gouvernement, tandis qu’étaient abolis ceux destinés au président. Saavedra ne fit pas opposition et le document fut approuvé le 6 décembre 1810. Cependant, les chefs miliciens, appréhendant une perte de pouvoir de Saavedra, firent pression pour que Moreno fût évincé.
En décembre 1810, la tension était à son comble. Fort du soutien des députés qu’avaient envoyés, conformément à la circulaire du 27 mai, les provinces de l’intérieur, et qu’emmenait Gregorio Funes, Saavedra fut alors en position d’infliger un lourd revers à son rival. Certes partisans de la révolution, mais modérés en majorité, les députés de l’intérieur avaient des conceptions différentes de celles des Portègnes, que ceux-ci fussent modérés ou radicaux. Redoutant la suprématie de la capitale, ils revendiquaient le droit des populations de l’intérieur de participer au gouvernement du pays, et c’est donc en grande majorité qu’ils votèrent le 18 décembre 1810 en faveur de leur propre incorporation au sein de l’exécutif ; ce faisant, ils s’inscrivirent en faux contre la vision de Moreno, pour qui la vocation des députés provinciaux était de former un Congrès général des peuples, chargé de rédiger une constitution afin que le jeune État pût se doter de structures politiques et institutionnelles définitives. Moreno mettait en garde que l’augmentation du nombre des membres de l’exécutif était susceptible de porter atteinte à l’unité d’idées du gouvernement et à ralentir sa prise de décision. Bien qu’il considérât que la décision prise allait à l’encontre de l’intérêt général de l’État, il s’inclina devant la volonté de la majorité et, le 18 décembre, remit sa démission, laquelle tout d’abord ne fut pas acceptée. Plus tard, il sollicita d’être envoyé en mission diplomatique à l’étranger ; il se vit alors confier la gestion de quelques affaires diplomatiques à Rio de Janeiro et à Londres, mais mourut en haute mer, d’un empoisonnement accidentel.
Le nouvel exécutif formé par l’admission des nouveaux députés à la Junte reçut le nom de Junta Grande et fut installé officiellement le jour même.